# Anna Salvová
Anna Salvová (* 22. dubna 1944) byla slovenská a československá politička a bezpartijní poslankyně Sněmovny lidu Federálního shromáždění za normalizace.

## Biografie
K roku 1981 se profesně uvádí jako pomocná ekonomka JZD. Ve volbách roku 1981 zasedla do Sněmovny lidu (volební obvod č. 170 - Poltár, Středoslovenský kraj). Mandát obhájila ve volbách roku 1986 (obvod Lučenec). Ve Federálním shromáždění setrvala do ledna 1990, kdy rezignovala v rámci procesu kooptací do Federálního shromáždění po sametové revoluci.